# Orthomorpha pygmaea
Orthomorpha pygmaea är en mångfotingart som först beskrevs av Pocock 1894.  Orthomorpha pygmaea ingår i släktet Orthomorpha och familjen orangeridubbelfotingar. Inga underarter finns listade i Catalogue of Life.